# Freddie Crittenden
Freddie Crittenden III (Saint Louis, 3 agosto 1994) è un ostacolista statunitense.

## Progressione

### 110 metri ostacoli
| Stagione | Misura | Luogo          | Data      | Rank. Mond. |
| -------- | ------ | -------------- | --------- | ----------- |
| 2024     | 12"93  | Eugene         | 28-6-2024 |             |
| 2023     | 13"15  | Eugene         | 17-9-2023 |             |
| 2022     | 13"00  | Freeport       | 20-8-2022 |             |
| 2021     | 13"43  | Eugene         | 25-6-2021 |             |
| 2020     | 13"30  | Székesfehérvár | 19-8-2020 |             |
| 2019     | 13"17  | Parigi         | 24-8-2019 |             |
| 2018     | 13"27  | Birmingham     | 18-8-2018 |             |
| 2017     | 13"42  | Coral Gables   | 8-4-2017  |             |
| 2016     | 13"48  | Auburn         | 23-4-2016 |             |
| 2015     | 13"62  | Eugene         | 28-6-2015 |             |
| 2014     | 13"73  | Jacksonville   | 31-5-2014 |             |

## Palmarès
| Anno                                | Manifestazione      | Sede         | Evento             | Risultato | Prestazione | Note  |
| ----------------------------------- | ------------------- | ------------ | ------------------ | --------- | ----------- | ----- |
| In rappresentanza degli Stati Uniti |                     |              |                    |           |             |       |
| 2014                                | Camp. NACAC U23     | Kamloops     | 110 m hs           | 4º        | 13"89       |       |
| 2016                                | Camp. NACAC U23     | San Salvador | 110 m hs           | Argento   | 13"53       |       |
| 2019                                | World Relays        | Yokohama     | Staffetta hs mista | Oro       | 54"96       | [ 1 ] |
| 2019                                | Giochi panamericani | Lima         | 110 m hs           | Argento   | 13"32       |       |
| 2022                                | Campionati NACAC    | Freeport     | 110 m hs           | Oro       | 13"00       |       |
| 2023                                | Mondiali            | Budapest     | 110 m hs           | 4º        | 13"16       | [ 2 ] |
| 2024                                | Olimpiade           | Parigi       | 110 m hs           | 6º        | 13"32       | [ 3 ] |

## Campionati nazionali
- 1 volta campione statunitense dei 60 metri ostacoli (2023)

2019
- 4º ai campionati statunitensi (Des Moines), 110 m hs - 13"39

2024
- 7º ai campionati statunitensi (Albuquerque), 60 m hs - 7"49
- Argento ai trials statunitensi (Eugene), 110 m hs - 13"23

2024
- Oro ai campionati statunitensi (Albuquerque), 60 m hs - 7"58
- Argento ai trials statunitensi (Eugene), 110 m hs - 12"93

## Altre competizioni internazionali
2018
- Bronzo al London Anniversary Games ( Londra), 110 m hs - 13"33
- 4º al Birmingham Grand Prix ( Birmingham), 110 m hs - 13"27
- 5º al Memorial Van Damme ( Bruxelles), 110 m hs - 13"39

2019
- 5º al Shanghai Golden Grand Prix ( Shanghai), 110 m hs - 13"36
- 7º al Prefontaine Classic ( Palo Alto), 110 m hs - 13"38
- Bronzo al Birmingham Grand Prix ( Birmingham), 110 m hs - 13"31
- Bronzo al Meeting de Paris ( Parigi), 110 m hs - 13"17
- 4º al Memorial Van Damme ( Bruxelles), 110 m hs - 13"35

2021
- 8º al London Anniversary Games ( Gateshead), 110 m hs - 19"26

2023
- 5º al Doha Diamond League ( Doha), 110 m hs - 13"43
- 6º al Golden Gala Pietro Mennea ( Firenze), 110 m hs - 13"38
- 6º al Meeting de Paris ( Parigi), 110 m hs - 13"26
- 7º al London Anniversary Games ( Londra), 110 m hs - 14"83
- 6º al Xiamen Diamond League ( Xiamen), 110 m hs - 13"26
- 6º al Prefontaine Classic ( Eugene), 110 m hs - 13"15

2024
- 4º al Xiamen Diamond League ( Xiamen), 110 m hs - 13"30
- Bronzo al Prefontaine Classic ( Eugene), 110 m hs - 13"16
- Bronzo ai Weltklasse Zürich, ( Zurigo), 110 m hs - 13"15
- Bronzo al Memorial Van Damme ( Bruxelles), 110 m hs - 13"26

2017
- 5º al Festival olimpico della gioventù europea ( Győr), 3000 m piani - 8'39"68